# Rejon gordiejewski
Rejon gordiejewski (ros. Гордеевский район) – jednostka administracyjna wchodząca w skład Obwodu briańskiego w Rosji.
Centrum administracyjnym rejonu jest wieś Gordiejewka. Pozostałe centra administracyjne wiejskich osiedli to: Glinnoje, Mirnyj, Pietrowa Buda, Rudnia-Borobjowka, Tworiszyno, Unoszewo. Tu znajduje się największe naturalne jezioru obwodu briańskiego Kożany.